# Triplasis
Triplasis és un gènere de plantes de la subfamília de les cloridòidies, família de les poàcies, ordre de les poals, subclasse de les commelínides, classe de les liliòpsides, divisió dels magnoliofitins.

## Taxonomia
- Triplasis hieronymi Kuntze
- Triplasis intermedia Nash

(vegeu-ne una relació més exhaustiva a Wikispecies)

## Sinònims
Diplocea Raf., 
Merisachne Steud., 
Uralepis Nutt., 
Uralepsis Nutt., orth. var.